# لوك سميث
لوك سميث (بالإنجليزية: Luke Smith)‏ (30 أغسطس 1990 في إندونيسيا - ) هو لاعب كرة طائرة أسترالي. شارك في الألعاب الأولمبية الصيفية 2012.

## وصلات خارجية
- لوك سميث على موقع الاتحاد الدولي beach volleyball database (الإنجليزية)
- لوك سميث على موقع الاتحاد الأوروبي (الإنجليزية)
- لوك سميث على موقع قاعدة بيانات الكرة الطائرة الشاطئية (الإنجليزية)
- لوك سميث على موقع عالم الكرة الطائرة (الإنجليزية)
- لوك سميث على موقع الدوري الألماني للكرة الطائرة (الألمانية)
- لوك سميث على موقع دوري الدرجة الأولى الإيطالي للكرة الطائرة - رجال (الإيطالية)
- لوك سميث على موقع الدوري الياباني (رجال) (اليابانية)
- لوك سميث على موقع أوليمبيديا (الإنجليزية)